# Resilvestración

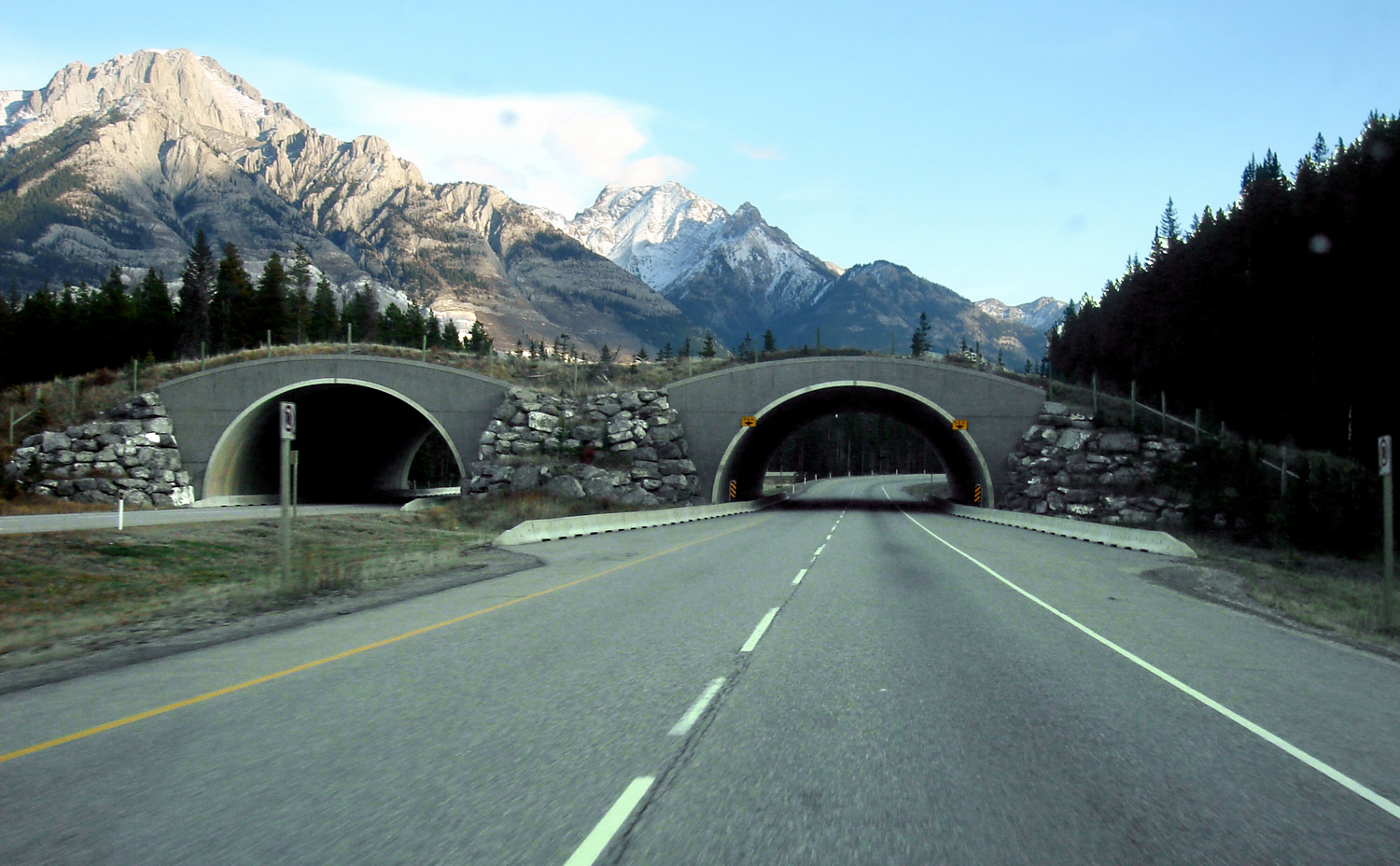
Una estructura de Paso de fauna sobre la Carretera Transcanadiense en el Parque Nacional Banff en Canadá. Pasos superiores e inferiores amigables con la fauna han ayudado a restaurar la conectividad en el paisaje para lobos, osos, antes y otras especies.

Resilvestrar  (término original en inglés "rewilding", no confundir con el término bioquímico de "Renaturalización") es una concepción de la conservación a gran escala, destinada a restaurar, devolver a un supuesto estado cercano al original (previo a la intervención humana o antropización) y proteger los procesos naturales y los núcleos silvestres, proporcionando conectividad entre las diversas zonas que conforman los espacios, protegiendo o reintroduciendo grandes depredadores y especies claves para aumentar la biodiversidad y alcanzar la autorregulación de los ecosistemas.
Los proyectos de resilvestrado pueden requerir restauración ecológica o ingeniería de tierras silvestres, particularmente para restaurar la conectividad entre áreas protegidas y reintroducir depredadores a los sitios de los que han sido extinguidos.

## Origen
La palabra "rewilding" fue acuñada por el conservationista y activista Dave Foreman, uno de los fundadores de las organizaciones Earth First! (¡La Tierra Primero!), Wildlands Project (ahora Wildlands Network) y el Rewilding Institute. El término apareció impreso por primera vez en 1990 y fue refinado por los biólogos de conservación Michael Soulé y Reed Noss en un artículo publicado en 1998. Según Soulé y Noss, resilvestrar es un método de conservación basado en "núcleos, corredores, y carnívoros". Los conceptos de núcleos, corredores, y carnívoros fueron desarrollados a mayor profundidad en 1999. Dave Foreman posteriormente escribió la primera exégesis extensa de resilvestrar como estrategia de conservación.

## Historia
El resilvestrar fue desarrollado como método para preservar ecosistemas funcionales y reducir la constante pérdida de biodiversidad, incorporando la investigación en biogeografía de islas y la función ecológica de herbívoros y carnívoros grandes (depredadores). En 1967, La Teoría de Biogeografía de islas de Robert H. MacArthur Y Edward O. Wilson estableció la importancia de considerar el tamaño y aislamiento de las áreas de conservación de vida silvestre, declarando que dichas áreas seguían siendo vulnerables a extinciones si eran pequeñas y aisladas. En 1987, un estudio de William D. Newmark sobre las extinciones en los parques nacionales en América del Norte añadió peso a la teoría. Las publicaciones intensificaron los debates sobre tácticas de conservación. Con la creación de la Sociedad de Biología de Conservación en 1985, los conservationistas empezaron a enfocarse en reducir la pérdida de hábitat y la fragmentación.

## En qué consiste
Es una estrategia de conservación que busca recuperar los ecosistemas naturales introduciendo las especies que los habitaron desde tiempos históricos presentes en número suficiente como para que dichos sistemas sean autosuficientes. Además, busca convertir estos sitios intervenidos  en impulsores de desarrollo económico respetando el mundo silvestre. No obstante, como proceso de restauración ecológica, el proceso es complejo e incierto con relación al resultado final, se enfoca principalmente en la restauración de procesos y no necesariamente en recuperar el ambiente original.
Como no siempre es posible restituir todas las formas de vida silvestre que fueron propias de un ecosistema, se priorizan a las llamadas “especies claves”, es decir, a aquellas que, en relación con su abundancia, afectan desproporcionadamente en la distribución y cantidades de otras especies. Uno de estos mecanismos es la cascada trófica: si se pierde un depredador que se encuentra en un nivel trófico superior de un ecosistema, se disparan una serie de reacciones en cascada con efectos sobre los niveles inferiores de la cadena alimentaria a la que pertenece, afectando su estructura y resultando en un sistema menos diverso. Estos ecosistemas empobrecidos son menos resilientes y por lo tanto más vulnerables a cambios indeseables, muchos de los cuales son provocados por los humanos.
Como beneficio adicional, los ecosistemas naturales completos y funcionales capturan y almacenan carbono atmosférico ayudando a atenuar el cambio climático.  Al restaurar a los grandes herbívoros, se pueden reducir los niveles de gases de efecto invernadero.  Los herbívoros también pueden reducir la frecuencia de los incendios al comer maleza inflamable, lo que, a su vez, reduciría las emisiones de gases de efecto invernadero.  El ramoneo y el pastoreo también aceleran el ciclo de nutrientes, lo que puede aumentar la productividad de las plantas locales y mantener la productividad del ecosistema específicamente.

## En Argentina
En 1997, Douglas y Kristine Tompkins crearon "The Conservation Land Trust Argentina", un equipo de conservacionistas y científicos con el objetivo de transformar los Esteros del Iberá. Gracias a ellos, y a una donación  de 195 094 ha realizada por Kristine, en 2018 una zona fue convertida en Parque Nacional, y en ella se reintrodujo el yaguareté, especie que llevaba siete décadas en extinción en la región. También introdujeron osos hormigueros y nutrias gigantes.
Actualmente la Fundación Rewilding Argentina es una organización que se dedica, además del Parque Iberá, a la restauración del Parque Nacional El Impenetrable, en Chaco, el Parque Patagonia, en Santa Cruz, y la zona costera patagónica en la provincia de Chubut.